# Burg Rheinberg
Die Burg Rheinberg ist die Ruine einer Höhenburg oberhalb des Wispertals im Westen von Hessen.

## Lage
Die Burganlage liegt auf dem Gebiet der hessischen Kleinstadt Lorch im Rheingau. Sie befindet sich etwa 14 Kilometer nordöstlich der am Rhein gelegenen Stadt Lorch, etwa drei Kilometer südöstlich des Ortsteils Ransel. Burg Rheinberg liegt über dem Tal der Wisper in einer Höhe von 250 m ü. NHN auf einem Bergsporn (Spornburg), der durch die Täler zweier kleinerer Nebenbäche der Wisper von den benachbarten Höhenrücken getrennt wird.

## Geschichte
Über das genaue Erbauungsdatum gibt es widersprüchliche Quellen. Wahrscheinlich wurde eine erste Anlage um das Jahr 1165 vom damaligen Mainzer Erzbischof errichtet und im Jahre 1170 den Rheingrafen als kurmainzisches Lehen aufgetragen. Als Burgmannen fungieren ab etwa 1250 bis nach 1300 die mit den Rheingrafen verwandten Ministerialen von Heppenheft.
Nach einer Fehde des Erzbischofs Werner von Eppstein mit dem Rheingrafen Siegfrid von Rheinberg im Jahre 1279 wurde die Burg von den Mainzern belagert. Hierbei erbauten die Belagerer die etwa 500 Meter nördlich und höher auf dem gleichen Bergrücken gelegene Burg Blideneck als Trutzburg sowie etwa 350 Meter weiter westlich die Aachener Schanze in etwa 330 m Höhe auf dem gegenüberliegenden Hang an der Einmündung des Herrnsbachs in die Wisper. Von beiden Befestigungen aus konnte die tiefer gelegene Burg Rheinberg damit unter Beschuss genommen werden. Sie wurde 1280 von den Mainzern erobert und weitgehend zerstört.
1315 folgte dann ein Wiederaufbau, bei dem auch der heutige Bergfried errichtet wurde. Die Burg wurde im Jahre 1399 dann kurpfälzisches Lehen, und etwa ab dieser Zeit zu einer Ganerbenburg ausgebaut wie von mehreren Familien bewohnt. In den nachfolgenden Jahrhunderten wurde die strategisch unbedeutend gewordene Burg Rheinberg zwar niemals wieder bei kriegerischen Angriffen zerstört, jedoch baulich vernachlässigt und schließlich aufgegeben. Seit Ende des 18. Jahrhunderts war die Burg unbewohnt und verfiel zusehends.

## Anlage

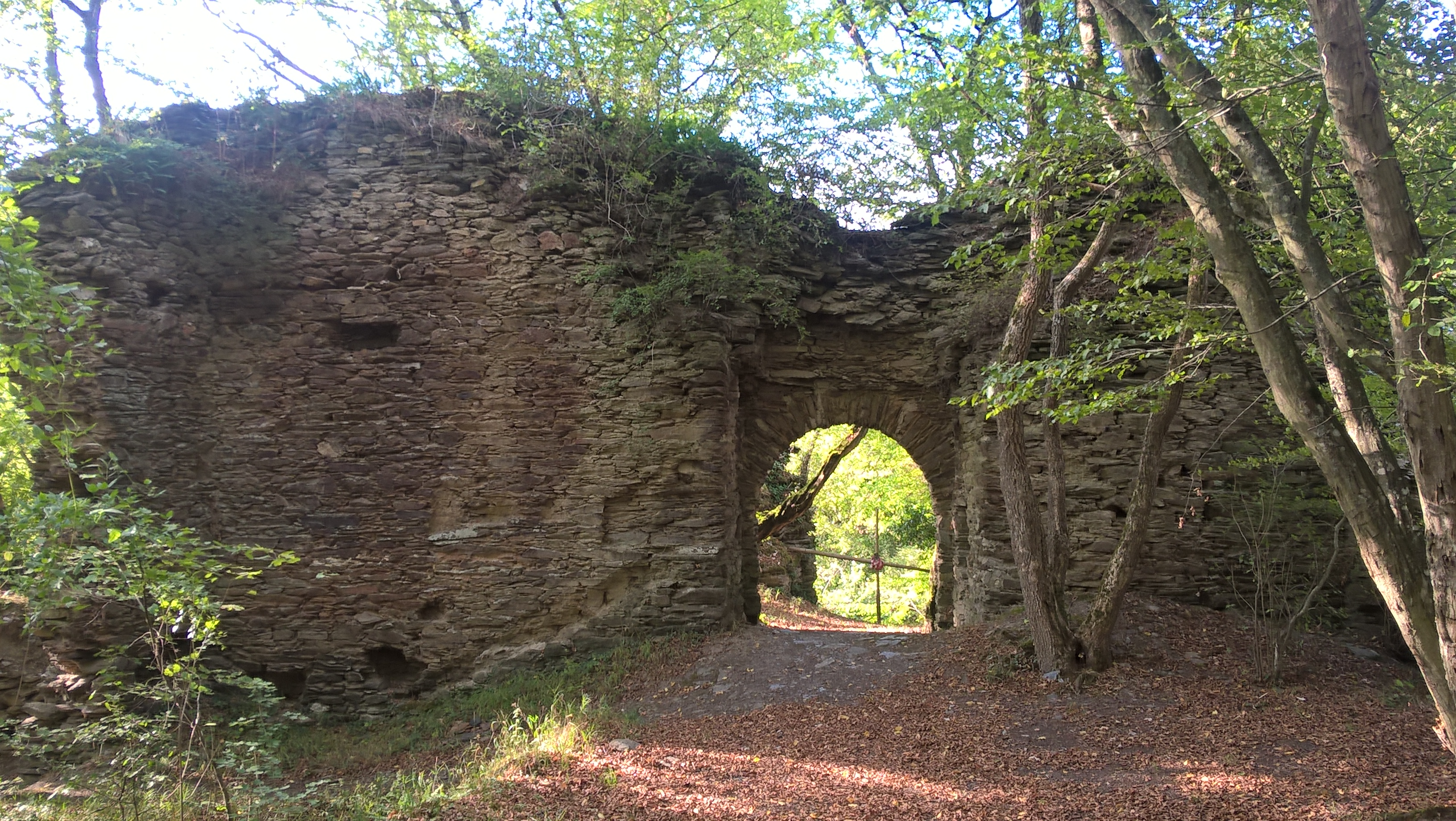
Tor vom unteren Burghof zur Vorburg

Die Burg wird geprägt durch den im Süden der Ruine auf einem Felssockel stehenden Bergfried, der noch drei Etagen besitzt und bis zu 13 Metern hoch aufragt. Die Anlage selbst besitzt eine Länge von 60 Metern bei einer Breite von gut 20 Metern. Der Zugang führt von Norden her über den Halsgraben und durch das Burgtor in die Vorburg. Von hier führt der Weg weiter in den inneren Burghof mit den Resten des Burgbrunnens, der etwas unterhalb der Vorburg liegt. Neben dem Bergfried und den Resten der Ringmauer sind von den Wohngebäuden kaum noch Spuren zu erkennen. Die östliche Flanke der Burg wurde durch einen heute einsturzgefährdeten Batterieturm gesichert, der allerdings erst in späterer Zeit erbaut wurde.

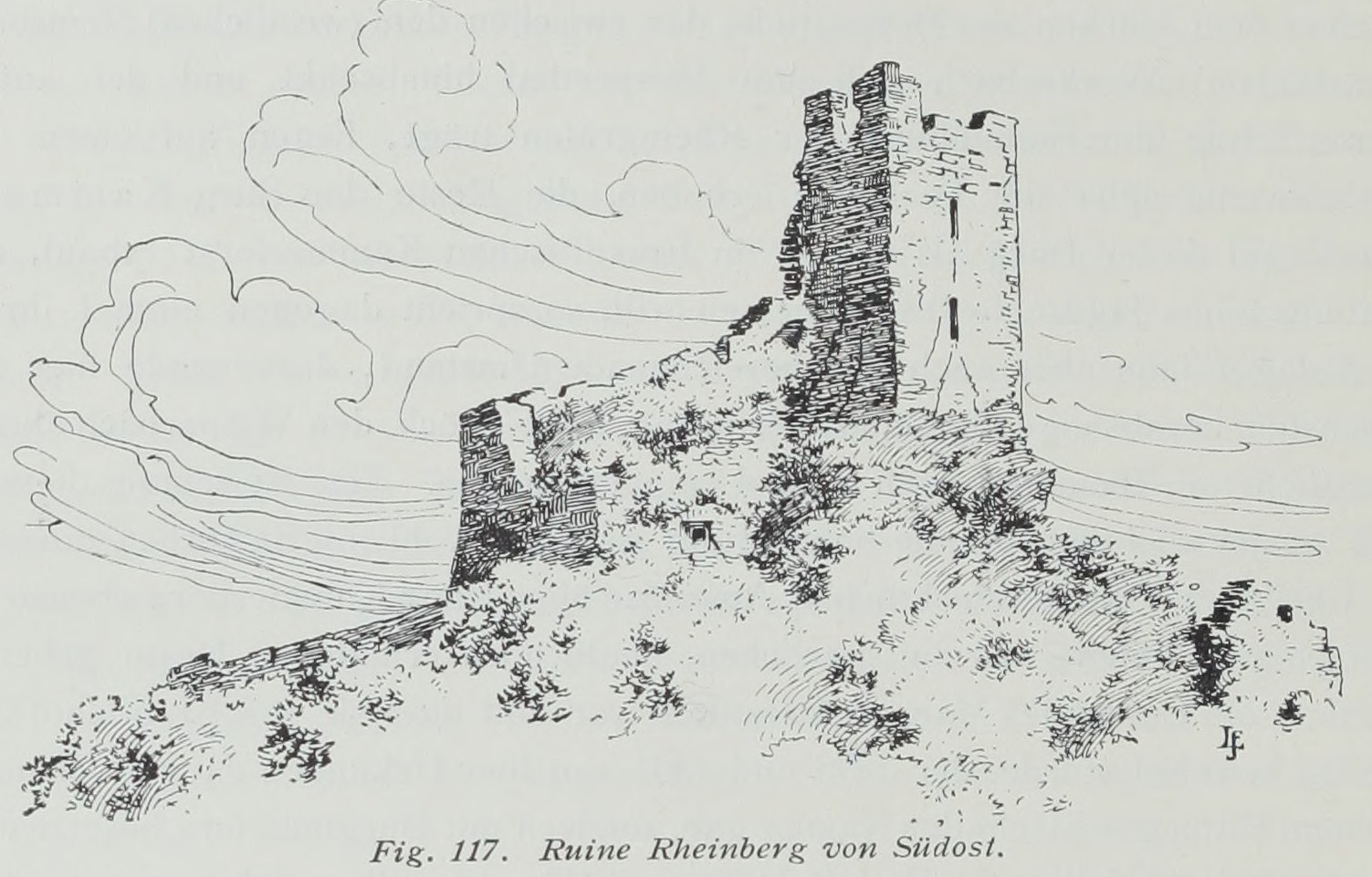
Zeichnung (1902)
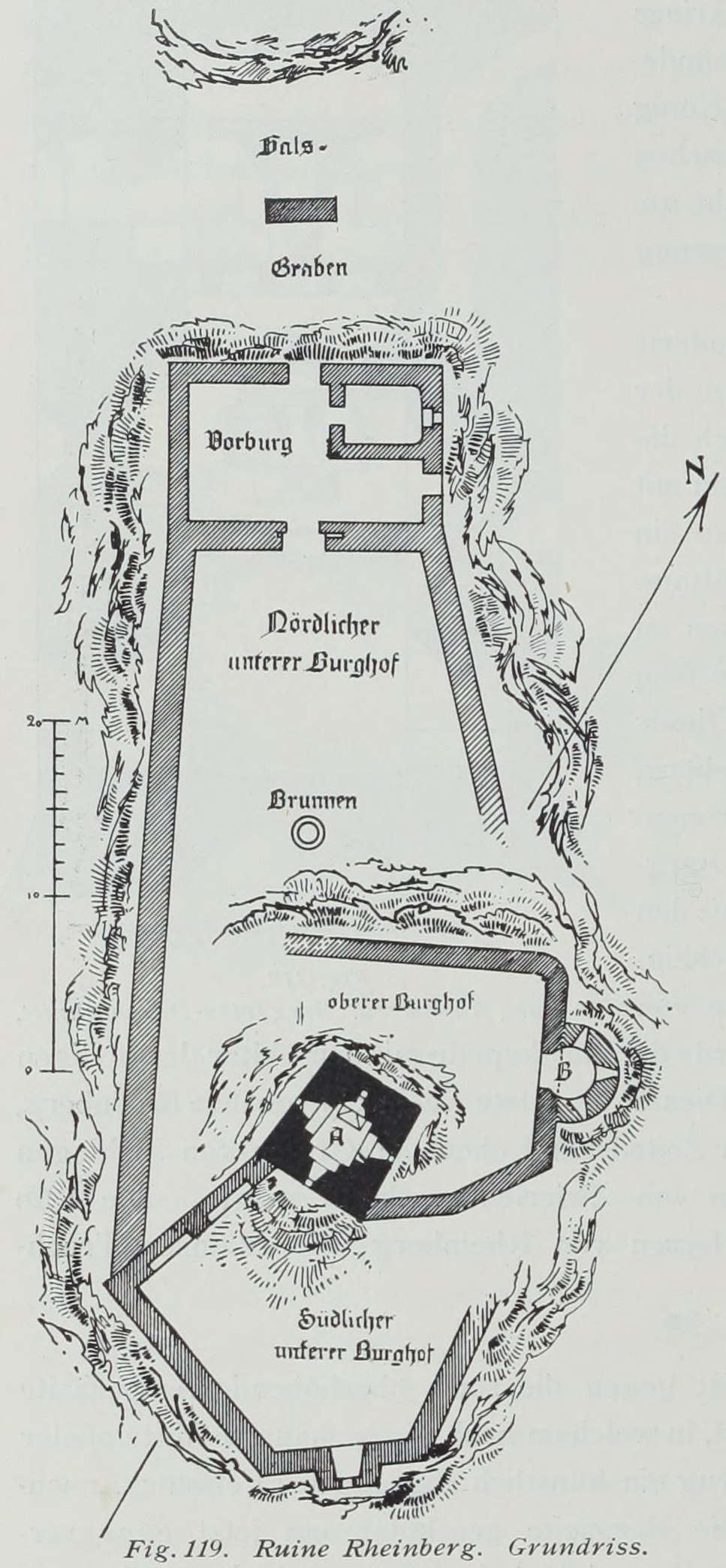
Grundriss
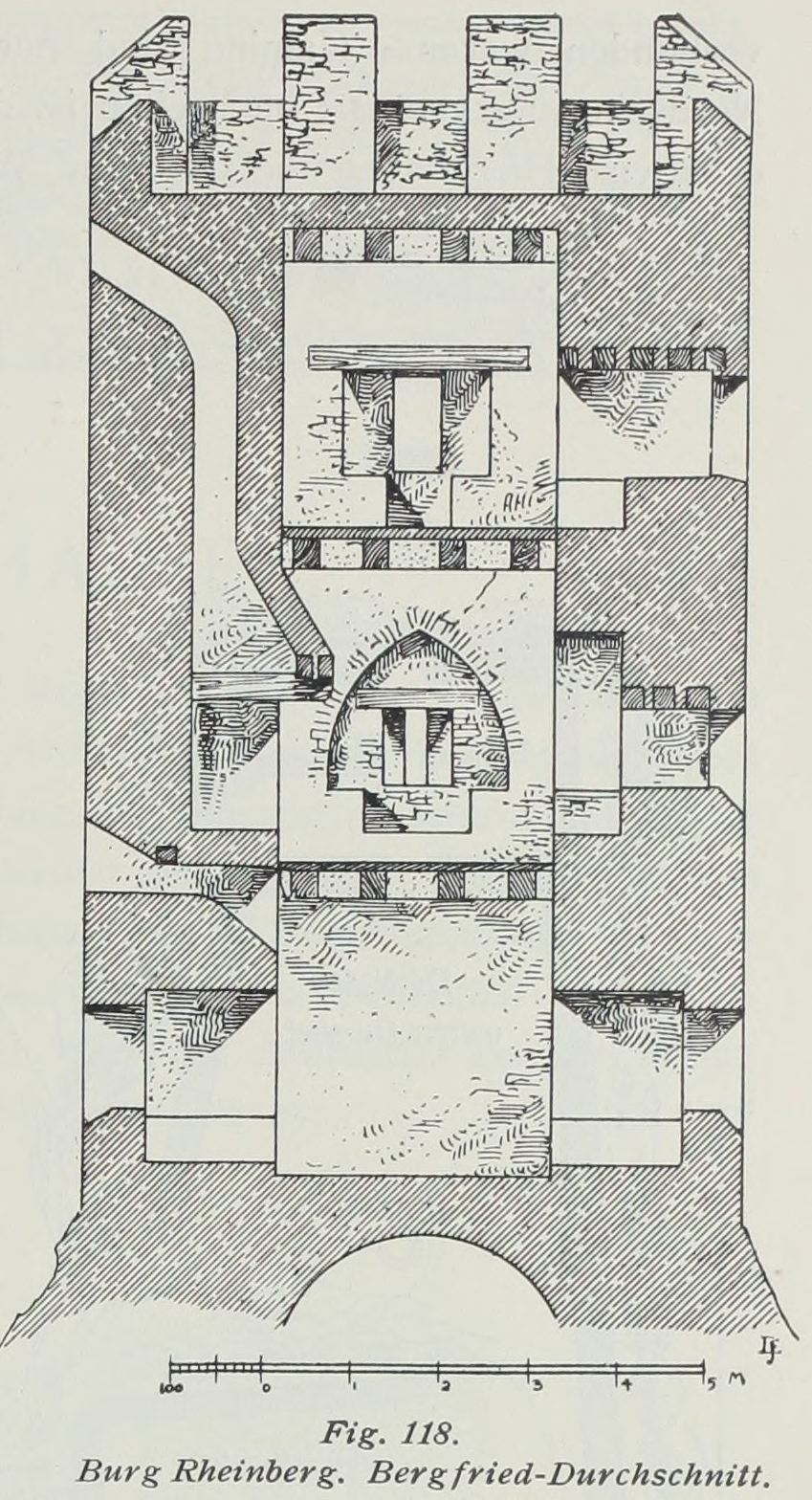
Aufriss Bergfried

## Heutige Situation
Heute befindet sich die Ruine in Privatbesitz. Betreten verboten. Die Anlage ist einsturzgefährdet, Sicherungs- und Erhaltungsmaßnahmen werden nicht durchgeführt. Sie liegt im Hochwald und ist nur über schmale und teils steile Fußwege zu erreichen.

## Sonstiges
Im Bereich der Vorburg von Burg Rheinberg existiert ein Vorkommen des Kleinen Immergrüns. Es kann auf eine vermutlich hochmittelalterliche Anpflanzung zurückgeführt werden.